# Новочеркасский молочный завод
ОАО Молочный завод «Новочеркасский» (более известный как «Новочеркасский Молочный завод» (НМЗ)) — завод по производству молочных изделий. Одно из крупнейших пищевых предприятий Ростовской области. Располагался в городе Новочеркасске. Производил 51 вид молочной продукции. Награждён орденом Трудового Красного Знамени (1986). Неоднократный победитель социалистических соревнований. В данный момент завод признан банкротом и более не существует.

## История

### Первые упоминания
Впервые Новочеркасский молочный завод упоминается в документах Северо-Кавказской плановой комиссии, в титульном списке молокоперерабатывающих предприятий, находящихся в системе крайсоюза, 1 мая 1931 г., где он значится, как предприятие по производству цельного молока, тип завода «ручной» годовая мощность 600 центнеров молока.
В 1935 г. завод перешёл в другое приспособленное здание. Завод был не механизированным, в основном, на ручном труде. Но ассортимент выпускаемой продукции расширялся. Выпускалось молоко фляжное и бутылочное, простокваша, сметана, масло сливочное и шоколадное, мороженое и творожные изделия. Мощность завода составляла 6 тонн молока в сутки. В этом здании завод работал до 1965 года.

### Расширение производства
Новочеркасский завод вошёл в число действующих в 1965 году. В связи с развитием Новочеркасска, увеличением численности населения возникла необходимость в строительстве нового более механизированного предприятия. В ноябре 1965 г. был пущен новый завод с проектной мощностью 50 тонн переработки молока в смену. В 1967 была достигнута проектная мощность и начался рост производственных мощностей. Была произведена реконструкция сметанного цеха, с полной перепланировкой оборудования. Заменена закатка сметаны в банки 0,5 л. металлическими крышками на фольговую укупорку. Начиная с 1968, коллектив завода постоянно участвует в социалистическом соревновании и неоднократно побеждает в нём.

### Советский период
В 1971 году за высокие производственные показатели, достигнутые в социалистическом соревновании и успехи в коммунистическом воспитании трудящихся, коллективу Новочеркасского городского молочного завода присвоено звание: «Коллектив коммунистического труда», которое позже было трижды подтверждено. Звания ударника коммунистического труда удостоены 367 работников завода, звания коллектива коммунистического труда — 17 участков и отделов.
В начале 70-х хозспособом был построен новый административный корпус в 2 этажа на противоположной стороне завода, так как в предыдущем корпусе бухгалтерию от компрессорного цеха отделяла только кирпичная стена, на первом этаже разместились автогараж и мехмастерская с бытовыми комнатами, на втором — заводоуправление. Была построена столовая на 80 посадочных мест, медицинский пункт на 3 комнаты, кабинет по технике безопасности, мужская раздевалка, прачечная, столярная мастерская и электроцех. В 1973-74 годы проводилась реконструкция цеха мороженого. Было налажено изготовление вареников и глазированных сырков. Выработка мороженого была доведена до 6 т/сутки.
В 1972 году за достижение наивысших результатов во Всесоюзном социалистическом соревновании в ознаменование 50-летия образования Союза Советских социалистических республик коллектив завода награждён Юбилейным Почётным Знаком.
В 1976 году за достижение наиболее высоких показателей в выполнении пятилетнего плана коллектив завода награждается Памятным Знаком «За трудовую доблесть в IX пятилетке» с занесением на Всесоюзную Доску Почёта ВДНХ.
В 1980 г. был построен маслодельный цех, где установлена линия производства ГДР марки Ф-12 для выработки масла методом непрерывного взбивания мощностью 2,5 тонн масла в час. Мощность цеха была доведена до 5000 тонн масла в год.
На заводе с 1 октября 1980 г. внедрена бригадная форма организации и стимулирования труда. Лучшую бригаду, перешедшую на новую форму организации труда, возглавляла передовая работница Г. П. Слезова. Её бригада вырабатывала сметану, освоила выпуск нового вида этого продукта — 14%-ной и 10%-ной жирности, в 1982 г. достигла увеличения объёма производства на 9 %, повышения производительности труда на 12,4 %, изготовила продукции сверх плана 267 тонн, сэкономила сырья и вспомогательных материалов на сумму 7,7 тыс. руб.
Почти полная механизация производственного процесса — от приготовления теста до упаковки готовой продукции в коробки — достигнута рационализаторами Грущенко и Топоровым, предложившими и смонтировавшими линию по выработке вареников с творогом производительностью до 3 тонн в смену.
В 1981 году за достижение высоких показателей в выполнении 10-го пятилетнего плана коллектив завода награждается Памятным Знаком «За высокую эффективность и качество работы в X пятилетке», с занесением на Всесоюзную Доску Почёта ВДНХ. В юбилейном 1982 г. завод завершил производственный план досрочно, 23 декабря, и выработал дополнительно 532 тонн цельномолочной продукции, 53 тонн животного масла, с начала пятилетки сверх плана реализовал продуктов на 1 млн. 136 тыс. руб. Такого повышения объёма выпуска продукции предприятие добилось без увеличения численности работающих за счёт роста производительности труда.
Встав на ударную вахту в честь 60-летия образования СССР, коллектив был удостоен переходящего Красного знамени ЦК КПСС, Совета Министров СССР, ВЦСПС и ЦК ВЛКСМ с занесением на Всесоюзную доску почёта на ВДНХ СССР. В 1982 в течение трёх кварталов он завоевывал первое место во Всесоюзном соревновании и удостаивался Красного знамени Минмясомолпрома СССР и ЦК профсоюза рабочих пищевой промышленности.
За 18 лет своего существования с момента основания, Новочеркасский городской молочный завод неузнаваемо изменился. Были проведены реконструкция и техническое перевооружение предприятия, оснащение его совершенным высокопроизводительным оборудованием, освоение новых технологий. Только за два года одиннадцатой пятилетки на участках основного и вспомогательного производства было установлено 30 единиц технологического оборудования, благодаря чему условно высвобождены пять человек и облегчён труд 12 работников. Уровень механизации основного производства достиг 75 %, вспомогательного — 73,5 %. Увеличился выпуск продукции.
В 1984 году построен новый корпус творожного участка, выработка творога была доведена до 12 тонн в сутки.
Из полученных в процессе производства обезжиренного молока, пахты и сыворотки изготовлены вкусные и питательные, пользующиеся спросом у населения продукты: паста «Здоровье», сырная масса «Кавказ», сыры адыгейский и краснодарский, сырково-творожные и кисломолочные нежирные продукты, пахта «Идеал», сгущённое нежирное молоко с сахаром, творог. Благодаря переработке вторичного сырья за два года одиннадцатой пятилетки сэкономлено 1455 тонн цельного молока.

### Период 1990-х годов
1990 год. С расширением выпуска готовой продукции возникла необходимость в реконструкции вспомогательных участков — котельной, компрессорной. К 1993 году были сменены три котла. Одновременно с монтажом котлов возводились новые стены котельной. Реконструкция компрессорной была осуществлена в 1994 г. Мощность компрессорного цеха возросла с 800000 ккал/час на 1500000 ккал/час. Одновременно с реконструкцией компрессорной велась перепланировка камер цеха мороженого.
В 1991 году завод был преобразован в закрытое акционерное общество «Молочный завод „Новочеркасский“», а также для работников строится база отдыха на реке Дон с единовременным заездом на 33 человека.
В 1992 заменены 3 шеститысячные линии по розливу молочной продукции в бутылки на одну менее энергоемкую линию «Pure-pak» марки PS-70 фирмы «Elopak», производительностью 7200 упаковок в час, чем сократили не только энергозатраты, но и численность работающих, улучшился эстетический вид упаковочных материалов, увеличилась конкурентная способность продукции. В маслоцехе пущена линия меньшей производительности по выпуску масла методом преобразования высокожирных сливок, производительностью 800 кг/час.
В период с 1993 года завод создал собственную торговую сеть из 10 магазинов и продолжал её развивать вплоть до 2000-х. В 1995—1996 была построена площадка с ангаром для стоянки и ремонта автомашин, а также две бензозаправочные колонки. За счёт собственных средств завод в 1996 году построил низкотемпературный холодильник ёмкостью 700 тонн. Затем в 1997, завод был перерегистрирован в открытое акционерное общество «Молочный завод „Новочеркасский“».

### Закрытие завода
70-летний юбилей завод отметил в новом тысячелетии, а именно в 2001 году.
На тот момент площадь, занимаемая заводом составляла 2,5 га, а плотность застройки 85 %. На заводе работало около 340 человек. Завод перерабатывал 45 тонн молока за смену.
Для доставки сырья и продукции к покупателям завод имел более 50 единиц специализированного автотранспорта.
В 2000-е годы ОАО «Молочный завод „Новочеркасский“» — одно из крупнейших региональных предприятий в Ростовской области. По объёмам производства (30 тонн молочной продукции в сутки) занимал второе место после Кагальницкого молзавода. Выпускал несколько десятков наименований продукции, в том числе мороженое и майонез под собственным брендом, его продукция была представлена в таких сетях, как «Магнит», «Пятерочка», «Перекресток», «Ашан» и пр. Поставлял продукты школам и больницам. Продукция также поставлялась и в другие города области такие как Шахты, Каменск-Шахтинский, Ростов-на-Дону, Каменоломни, Гуково, Аксай, Зверево, Новошахтинск и т. д.
В феврале 2011 года иск о несостоятельности ОАО «Молочный завод „Новочеркасский“» подала строительная компания «Митос Строй», которой предприятие задолжало 3 млн руб. по договору поставки бензина.
По информации прокуратуры, сотрудникам завода не платили зарплату почти 1,5 года — с сентября 2010 года. После того как сотрудники стали обращаться в прокуратуру и суды, была полностью погашена 14-миллионная задолженность по заработной плате.
Предприятие активно развивалось и долгое время было семейным бизнесом. Проблемы начались после того, как была закуплена линия для производства молока для школ, которая так и не была запущена. Оборудование приобреталось на заёмные средства, возникли сложности с погашением этих кредитных линий, что и вылилось в итоге в просрочки.
По результатам заседания арбитражного суда Ростовской области молочный завод «Новочеркасский» официально признан банкротом.
Определением Арбитражного суда Ростовской области от 25.05.2011 года в отношении должника введена процедура банкротства — наблюдение.
Общая сумма задолженности составляла 97 млн 38,5 тысяч рублей. А в числе кредиторов значатся несколько десятков организаций, среди которых ОАО «Сбербанк России», областное Минимущество, ОАО «Конный завод имени Первой Конной Армии», ОАО «Фондсервисбанк», ОАО АКБ "МиБ.
Суд вменил в обязанность конкурсному управляющему провести анализ финансовой деятельности должника, с целью выяснить, не было ли банкротство преднамеренным.
В 2015 году часть имущества завода, в том числе производственная линия, была продана на стадии наблюдения, другая часть находится в залоге у банков. С молотка ушло также здание бывшего маслоцеха — вырученные от продажи средства направлены на погашение задолженности перед работниками молзавода.
Фонд имущества Ростовской области дважды (май и август 2015) выставляет на открытый аукцион "Молочный завод Новочеркасский.
На торгах было представлено 12 лотов. Среди них: производственный цех стоимостью 58,3 млн руб, здание холодильника (465,5 м²), склад (920,4 м²) и несколько магазинов. Их общая стоимость составляет около 203 млн рублей (изначально 226 млн.рублей).
Но покупателя так и не нашли.
Предприятие находилось в статусе ликвидации с октября 2012 г. Чистый убыток компании в 2010 году составил 12,2 млн руб. Оборудование с завода было демонтировано и вывезено. Здания находились в аварийном состоянии.

### Окончательная ликвидация
В 2017 году стало известно, что территорию завода выкупила компания ООО «Юг-Недвижимость» за 20,9 млн руб. К концу этого года начался постепенный снос зданий бывшего завода, который закончился к весне 2018 года.
На территории бывшего молочного завода, который располагался в Новочеркасске, будут построены три пятиэтажных дома и одна девятиэтажка, общая площадь зданий составит около 20 тыс. кв м.
Планируется, что в цоколе зданий будут офисы, аптеки и парикмахерские. Контролировать застройку будет специальная комиссия, в состав которой войдут строители, архитекторы, депутаты городской думы Новочеркасска, предприниматели, ЖКХ, представители ресурсоснабжающих организаций и Общественной палаты города.